# Elbyl
Elbyl var ett svenskt TV-program som sändes i Sveriges Television mellan oktober 1996 och juli 1998. Elbyl var ett ungdomligt samhällsprogram med utmanande reportage, satiriska sketcher och livets absurditeter. Programledare var Clara Mannheimer, Juan Ruz och Tarik Saleh. Bland andra Maud Nycander var reporter för programmet, och projektledare var Monika Andrae och Kristina Lundström. Elbyl var en sorts fortsättning på Bullen.

### Fotnoter
1. ↑  Bertholof Brännström (24 september 2000). ”Kamrat Elbyl är död” (på svenska). Journalisten. https://www.journalisten.se/nyheter/kamrat-elbyl-ar-dod. Läst 13 september 2018.